# Катастрофа Ил-12 в районе Лазо
Катастрофа Ил-12 в районе Лазо — авиационная катастрофа самолёта Ил-12П компании Аэрофлот, произошедшая в пятницу 19 сентября 1958 года в районе имени Лазо (Хабаровский край), при этом погибли 28 человек.

## Самолёт
Ил-12П с заводским номером 30073 и серийным 073 был выпущен заводом «Знамя Труда» (Москва) 5 августа 1947 года (по другим данным — 1948 года). По имеющимся данным, авиалайнер изначально получил бортовой номер СССР-Л1358, после чего был передан Главному управлению гражданского воздушного флота, которое в свою очередь направило его изначально в 185-й (Магаданский) авиаотряд Дальневосточного территориального управления гражданского воздушного флота. Впоследствии Магаданский авиаотряд вошёл в состав Магаданской объединённой авиагруппы гражданского воздушного флота. 17 ноября 1954 года авиалайнер прошёл перерегистрацию, в результате которой бортовой номер сменился на СССР-Л3904. Общая наработка самолёта составляла 7834 лётных часа.

## Экипаж
- Командир воздушного судна — Коноплев Пётр Александрович
- Второй пилот — Никулин Владимир Александрович
- Бортмеханик — Гизатулин Миргарифан Гарифулович
- Бортрадист — Матвиевский Павел Николаевич

## Катастрофа
Борт Л3904 выполнял внерейсовый полёт из Магадана в Хабаровск с промежуточными посадками в Охотске и Николаевске-на-Амуре. Первый этап полёта прошёл без отклонений. При подготовке к полёту штурман аэропорта не стал проверять, верно ли экипаж рассчитал полёт, а план полёта не был утверждён. Однако диспетчер аэропорта, тем не менее, полёт разрешил, поэтому с 4 членами экипажа и 24 пассажирами (21 взрослый и 3 ребёнка) на борту Ил-12 вылетел из Охотска. К тому времени из-за неблагоприятных погодных условий аэропорт Николаевска-на-Амуре был закрыт, поэтому самолёт должен был пролететь его, не совершая при этом посадку. Согласно выданному экипажу прогнозу погоды, на маршруте Охотск—Николаевск—Хабаровск ожидалась сплошная средняя облачность, причём на участке от Николаевска до Комсомольска ожидались слоисто-дождевые и разорвано-дождевые облака с нижней границей 200—300 метров (относительно уровня аэродрома Охотск), в которых наблюдалось обледенение, осадки и видимость порядка 2—4 километра. Ближе к концу маршрута ожидалось повышение нижней границы облаков до 300—600 метров и увеличение видимости до 10 километров. Сопки закрыты облаками. В самом Хабаровске прогнозировалась переменная (6—9 баллов) слоисто-кучевая средняя облачность с нижней границей 300—600 метров, дождь, видимость свыше 10 километров и западный ветер 5—8 м/с. Позже в ходе расследования катастрофы были взяты показания экипажей, которые летели на данном маршруте раньше и позже борта Л3904. Из этих показаний следовало, что на маршруте на самом деле шёл сухой и мокрый снег, наблюдалось обледенение до умеренного, а ветер на самом деле был северный и северо-западный до 19 м/с, то есть прогноз погоды, выданный в Охотске, оказался неточен. К тому же из-за идущего снега радиус действия приводных радиостанций упал до 15—20 километров и ухудшилась двусторонняя радиосвязь, притом что радиокомпасы работали неустойчиво. Помимо этого, командир Коноплев не заходил на АМСГ и не получал синоптическую консультацию.
Следуя на участке Охотск—Николаевск, экипаж три раза брал пеленг, благодаря чему спустя 1 час 3 минуты со времени вылета оставался на линии пути. Затем в 11:58 экипаж попытался связаться с диспетчером аэропорта Николаевск, но эти попытки оказались безуспешными. В 12:22 с борта Л3904 было доложено о пролёте Николаевска, при этом подтверждение от диспетчера Николаевска не было дано и не определено точное место пролёта. Сам диспетчер аэропорта Николаевск передал в Хабаровскую районную диспетчерскую службу время пролёта, однако умолчал, что само время пролёта не было точно определено, а связь с самолётом так и не была установлена. В 13:16, следуя на эшелоне 2700 метров с путевой скоростью 350 км/ч, экипаж доложил о пролёте Нижнетамбовского, при этом добавив, что не слышит сигнал от приводных радиостанций. В 13:32 с борта Л3904 доложили о визуальном прохождении Комсомольска, хотя, как утверждали другие экипажи, условия для визуальных полётов в районе Комсомольска отсутствовали. В 13:51 было доложено о прохождении Троицкого, при этом не указав условия полёта. В 14:14 с борта передали: По расчёту прошел Елабугу, 2700 метров в облаках, компас не работает, пусть разрешают снижение и выводят по локатору. После пролёта Троицкого диспетчер районной службы передавал самолёты ГКДП. Подтверждения об установлении связи с ГКДП диспетчер РДС не получал, а сам в свою очередь при этом не докладывал в ГКДП о передаваемых самолётах. Борт Л3904 не смог установить связь непосредственно с ГКДП и осуществлял её через борт 12586 (Ил-12П, заводской номер — 83013009), благодаря чему получил разрешение на снижение до высоты 2400 метров. Дежурный ГКДП сообщил диспетчеру РДС, что связь с бортом Л3904 установить не удалось. Бортрадист борта Л3904 длительное время безуспешно пытался через УКВ-связь выйти на радиопеленгатор ГКДП, параллельно с этим установив связь с КВ-радиопеленгатором аэропорта Хабаровск, от которого получил пеленг: приблизительно 312°. Затем радиопеленгаторщик передал этот пеленг с указанием номера борта на РДС-2, работающей в западном направлении, однако по телефону ему сообщили, что данного самолёта нет. При этом о данном пеленге не было доложено диспетчерам и руководителю полетов.
Затем в 14:20 с РДС-2 связался по телефону дежурный офицер ПВО, который сообщил, что близ Единки на пересечении трассы Единка—Хабаровск наблюдается неопознанный самолёт. Однако ему ответил не диспетчер РДС-2, а какой-то женский голос, который сообщил, что их самолётов в данном районе нет. Позже комиссия пришла к мнению, что этот голос принадлежал оператору РДС, хотя та это отрицала. В 14:23 экипажем борта Л3904 была предпринята очередная попытка получить пеленг КВ-пеленгатора, но она оказалась безуспешной. Где-то между 14:30 и 14:40 экипаж доложил: высота 2400 метров, 14:15 по расчету — Хабаровск. Диспетчер РДС не знал, где находится точно самолёт, но тем не менее дал указание снижаться до 1800 метров, а пеленг запросить по УКВ у военных. Когда в 14:33 было доложено о занятии высоты 1800 метров, диспетчер дал указание занимать высоту 1500 метров и взять поправку вправо на снос ветром. С самолёта доложили: Курс 50, временами визуально. По расчёту пролетели Хабаровск, взяли курс обратно. Диспетчер дал указание взять курс по КВ-пеленгатору. Между тем, этот пеленгатор не работал уже с 27 августа, то есть уже три недели, так как из-за проводившегося ремонта был исключён из регламента связи. Радиопеленгаторщикам при этом дали указание, чтобы они не определяли пеленги и не передавали их на борты. Поэтому на запрос экипаж получил лишь очень приблизительные пеленги ШДМ. В 14:50 экипаж подтвердил РДС получение пеленга ШДМ и взятие курса. Также в 14:43 экипаж сообщил об остатке топлива 800 литров, а в 15:00 — уже 600 литров, в связи с чем диспетчер дал указание следовать на Хабаровск в экономном режиме.
Сомневаясь, что полученные пеленги верны, экипаж вплоть до 15:19 начал запрашивать пеленги. В ответ диспетчер сказал: Пеленг дают правильно, берите курс 290°, следуйте на высоте 3300 метров. До этого лайнер уже последовательно поднимали сперва до высоты 1800 метров, а потом и до 2700 метров. Тогда в 15:19 экипаж передал, что их путевая скорость 190 км/ч, и запросил расстояние до Хабаровска. Диспетчер сообщил, что расстояние составляет 210 километров, а в 15:36 передал: Расстояние 210 километров, направление 110°. Через пять минут в 15:41 с борта доложили: Остаток 450 литров, путевая скорость 200 км/ч, высота 3300 м в облаках. На это в 15:43 диспетчер передал: Расстояние 190 км, двигаетесь медленно, а в 15:47 дал указание снижаться до 2700 метров и занимать курс 300°. В 15:52 экипаж доложил, что они следуют курсом 300°, а топлива осталось 300 литров. В 15:57 уже было доложено об остатке 210 литров, в связи с чем надо готовиться к вынужденной посадке с подбором подходящей площадки. На это диспетчер сообщил, что удаление от Хабаровска 150 километров, и дал указание снижаться до 2100 метров. В 16:05 с самолёта доложили об оставшемся запасе топлива в 200 литров, а в 16:07: Снижаюсь до визуального на огни. В 16:11 экипаж доложил, что они следуют на высоте 1500 метров и земля плохо просматривается, а через минуту уже было доложено о высоте полёта 1200 метров в переменной облачности и что начат поиск площадки. На это диспетчер РДС дал указание: До остатка ГСМ не садитесь. В 16:14 с борта Л3904 было передано последнее сообщение: Высота 1000 метров, земля не просматривается, иду в облаках, ничего не вижу. Через минуту в 16:15 (23:15 по местному времени) Ил-12 перешёл в почти отвесное падение и врезался в землю.
Катастрофа произошла в районе имени Лазо (Хабаровский край) на высоте 850 метров на склоне горы высотой 1050 метров в 145 километрах юго-восточнее (азимут 137°) Хабаровска и в 35 километрах восточнее-северо-восточнее (азимут 74°) посёлка Ходы. Все 28 человек на борту при этом погибли.

## Причины
Прогноз о свежем западном ветре оказался неверен. Между тем, не зная об этом, экипажи в попытках предупреждения сноса фактически начали уводить самолёты к западу от трассы. По данным, предоставленных ПВО, аэропорт Николаевск-на-Амуре самолёты пролетали западнее на расстоянии до 55 километров. На основании этих данных было установлено, что диспетчерская служба Николаевского аэропорта не руководила и не контролировала полёты. Непосредственно борт Л3904 пролетел зону аэропорта в 24 километрах к западу от Николаевска, тогда как из-за снегопада радиус действия приводных радиостанций не превышал 20 километров, а радиус действия двусторонней радиосвязи был ещё меньше, поэтому-то экипаж и не смог связаться с данным аэропортом. Хотя диспетчеры располагали исправными и включёнными радиотехническими средствами, но они не использовали их при наблюдении и руководстве полётами, из-за чего авиалайнеры следовали в Хабаровск до 30—40 километрах левее маршрута. Также диспетчер РДС не контролировал переход экипажей на связь с ГКДП. Между тем, борт Л3904 значительно уклонился влево и пролетел Хабаровск.
Когда в расчётное время прибытия 14:15 авиалайнер не приземлился в Хабаровск, диспетчерская служба не стала беспокоиться об этом и даже заметила это только через 15 минут. Сообщение от ПВО о неопознанном самолёте в районе Единки также не вызвало беспокойства. Также когда экипаж сумел связаться с КВ-пеленгатором и получил пеленг, то в РДС после получения данного пеленга не стали доводить эту информацию до руководителя полётов и диспетчерского состава. Летя ночью в сложных погодных условиях, экипаж был дезориентирован. С 14:16 и до 15:19, когда предпринимались попытки получить пеленги КВ-пеленгатора, Ил-12 начал фактически кружить в одном районе. Лишь в 15:20 было определено фактическое местонахождение борта Л3904, однако время уже было упущено, так как оставшийся запас топлива с учётом сильного встречного северного ветра не позволял достигнуть Хабаровска. Был ещё запасной аэродром Единка, однако руководитель полётов и авиадиспетчеры не знали, что в нём имеется наземный радиолокационный запросчик, а также не принимали необходимых мер, чтобы аэродром был приведён в состояние готовности к приёму самолёта. Сам диспетчер аэродрома Единка слышал радиопереговоры борта Л3904 с землёй, но не стал вмешиваться, хотя мог спасти авиалайнер. Не зная, где точно находится авиалайнер, диспетчеры в нарушение инструкций начали его снижать над горным районом.

### Комментарии
1. ↑  Здесь и далее указано Московское время.